# Путниково
Путниково је насеље у Србији у општини Ковачица у Јужнобанатском округу. Насеље колониста и оптаната је никло 1925. године, а званични назив је добило 1931. године, одлуком председника Министарског савета Краљевине Југославије, на предлог др Славка Каменковића, општинског лекара у Уздину. Село је названо по теретном броду Војвода Путник који је 1924. године довезао оптанте до пристаништа код Панчева. Према попису из 2022. било је 143 становника.

## Историја
Насеље је изграђено у атару места Уздина, на потезу "Бунарје". Било је удаљено ко три километра од Уздина. То је био одувек сеоски пашњак са ископаним бунарима за појење стоке. Ту је међутим била увек висока подземна вода, која је излазила на површину, што није погодовало насељеницима. Становници Уздина места већински насељеног Румунима, понашали су се из почетка непријатељски према досељеницима и злостављали их, уз тиху подршку својих општинара. То је било наводно због великог броја уздинске сиротиње, које је мимоишла подела земље током аграрне реформе. Било је у Уздину у то време од 1161 домаћинстава, 330 породица беземљаша и 173 породице са поседом мањим од пет јутара. Било је иначе три насељавања Путникова. Прво је било на почетку 1924. године, стигли су оптанти из Мађарске бродом до Панчева, па жељезницом до Уздина. Дошло је из места Бата у Пештанској 19 породица оптаната, са 61 чланом. Већ 1928. године одлуком жупанијског аграрног уреда у Великом Бечкереку, 19 породица се иселило у Горњу Мужљу. Њихова земља је уступљена породицама са више од 5 чланова. Друга колонизација је уследила у пролеће 1932. године, када је стигло 12 породица. Трећа колонизација десила се исте 1932. године, а дошли су насељеници са свих стране Краљевина Југославије, али од 33 породице, трајно су се настаниле њих 8. Крајем јула 1932. године извршена је ревизија поседа аграрних интересената у Путникову. Иако је у Путникову до 1931. године било изграђено преко 30 кућа изградња тог оптанског насеља је каснила. Све до 1932. године неки оптанти су становали у Уздину, а земљу давали у закуп.
Милош Теодоровић бунарџија из Меленаца је 1928. године избушио артески бунар, дубок 58 метара. Инжењер Давид Шаманц из Уздина премерио је земљу становника Путникова 1929. године.
Године 1985. у колонији Путникову је 104 дома, са 299 душа Срба.

## Црква и школа
Ново српско насеље је имало обавезу да у што краћем року изгради православну цркву и школу. Зато су сеоски трибуни ишли са три оверене књиге у "прошњу" по целој држави, не били скупили новац за подизање објеката. Пуно је уписаних приложника у "Именик дародаваца Српске православне цркве у Путникову". Мештани верници су своје духовне потребе, у прво време задовољавали у цркви суседног места Томашевца. Њихов парох Благоје Веселиновић је у времену 1931-1938. године, долазио једном месечно у Путниково, због разних "треба". Касније колонију Путниково опслужују свештеници из Дебељаче,јер је постала њихова парохијска филијала. Године 1941. Путниково опслужује јеромонах Срефан Орбулов из Дебељаче. Прва црква у Путникову посвећена празнику Рођење Пресвете Богородице, освећена је 1938. године, тј. 1. јануара 1939. по новом. На свечаности освећења које су обавили томашевачки пароси Вујић и Веселиновић, појало је Српско црквено певачко друштво из Томашевца, под хоровођом Браниславом Коларским. Иконостас је осликао сликар Рус избеглица, Владимир Зелински током 1940. године.
Почели су Путниковци да граде своју школу 1931. године. Грађевинске радове су извели маори из Орловата, Милета Војнов и Жива и Никола Петровачки. Школска зграда је брзо покривена, али радови су још две године слабо напредовали због беспарице. Тишлер из Ковачице је направио сав рагастол и патос. Школа је почела наставу од 1935. године и имала је статус: 9 одељење Државне основне школе у Уздину. Први учитељ у колонији Путниково, стигао је 1935. године из Бистрице код Велеса, Борисав Гичков.

## Демографија
У насељу Путниково живи 197 пунолетних становника, а просечна старост становништва износи 43,7 година (40,5 код мушкараца и 46,4 код жена). У насељу има 89 домаћинстава, а просечан број чланова по домаћинству је 2,73.
Ово насеље је великим делом насељено Србима (према попису из 2002. године), а у последња три пописа, примећен је пад у броју становника.
|  |

| Демографија | Демографија | Демографија |
| Година      | Становника  | Становника  |
| ----------- | ----------- | ----------- |
| 1948.       | 188         |             |
| 1953.       | 181         |             |
| 1961.       | 436         |             |
| 1971.       | 375         |             |
| 1981.       | 307         |             |
| 1991.       | 260         | 260         |
| 2002.       | 243         | 243         |

| Етнички састав према попису из 2002.‍ | Етнички састав према попису из 2002.‍ | Етнички састав према попису из 2002.‍ | Етнички састав према попису из 2002.‍ | Етнички састав према попису из 2002.‍ |
| ------------------------------------ | ------------------------------------ | ------------------------------------ | ------------------------------------ | ------------------------------------ |
|                                      |                                      |                                      |                                      |                                      |
| Срби                                 | Срби                                 |                                      | 237                                  | 97,53%                               |
| Румуни                               | Румуни                               |                                      | 3                                    | 1,23%                                |
| Хрвати                               | Хрвати                               |                                      | 1                                    | 0,41%                                |
| Словаци                              | Словаци                              |                                      | 1                                    | 0,41%                                |
| Мађари                               | Мађари                               |                                      | 1                                    | 0,41%                                |
| непознато                            | непознато                            |                                      | 0                                    | 0,0%                                 |

| Година пописа     | 1948. | 1953. | 1961. | 1971. | 1981. | 1991. | 2002. |
| ----------------- | ----- | ----- | ----- | ----- | ----- | ----- | ----- |
| Број домаћинстава | 51    | 52    | 108   | 103   | 101   | 95    | 89    |

| Број чланова      | 1  | 2  | 3 | 4  | 5 | 6 | 7 | 8 | 9 | 10 и више | Просек |
| ----------------- | -- | -- | - | -- | - | - | - | - | - | --------- | ------ |
| Број домаћинстава | 26 | 26 | 6 | 16 | 8 | 6 | 1 | 0 | 0 | 0         | 2,73   |

| Пол    | Укупно | Неожењен/Неудата | Ожењен/Удата | Удовац/Удовица | Разведен/Разведена | Непознато |
| ------ | ------ | ---------------- | ------------ | -------------- | ------------------ | --------- |
| Мушки  | 92     | 27               | 58           | 6              | 1                  | 0         |
| Женски | 110    | 16               | 59           | 34             | 1                  | 0         |
| УКУПНО | 202    | 43               | 117          | 40             | 2                  | 0         |

| Пол    | Укупно                    | Пољопривреда, лов и шумарство | Рибарство                            | Вађење руде и камена | Прерађивачка индустрија       |
| ------ | ------------------------- | ----------------------------- | ------------------------------------ | -------------------- | ----------------------------- |
| Мушки  | 53                        | 30                            | 3                                    | 0                    | 8                             |
| Женски | 20                        | 13                            | 0                                    | 0                    | 0                             |
| УКУПНО | 73                        | 43                            | 3                                    | 0                    | 8                             |
| Пол    | Производња и снабдевање   | Грађевинарство                | Трговина                             | Хотели и ресторани   | Саобраћај, складиштење и везе |
| Мушки  | 1                         | 4                             | 1                                    | 0                    | 2                             |
| Женски | 0                         | 0                             | 1                                    | 0                    | 0                             |
| УКУПНО | 1                         | 4                             | 2                                    | 0                    | 2                             |
| Пол    | Финансијско посредовање   | Некретнине                    | Државна управа и одбрана             | Образовање           | Здравствени и социјални рад   |
| Мушки  | 0                         | 0                             | 3                                    | 1                    | 0                             |
| Женски | 0                         | 0                             | 0                                    | 2                    | 1                             |
| УКУПНО | 0                         | 0                             | 3                                    | 3                    | 1                             |
| Пол    | Остале услужне активности | Приватна домаћинства          | Екстериторијалне организације и тела | Непознато            | Непознато                     |
| Мушки  | 0                         | 0                             | 0                                    | 0                    | 0                             |
| Женски | 1                         | 0                             | 0                                    | 2                    | 2                             |
| УКУПНО | 1                         | 0                             | 0                                    | 2                    | 2                             |

#### Мапе
- Мапе, аеродроми и временска ситуација локација (Fallingrain)
- Сателитска мапа[мртва веза]
- Гугл сателитска мапа
- План насеља на мапи (Mapquest)